# Aeropuerto Internacional de Ginebra
El Aeropuerto Internacional de Ginebra (en francés: Aéroport international de Genève) (código IATA: GVA - código ICAO: LSGG) es un aeropuerto que se encuentra ubicado en Ginebra (Suiza), a 5 km del centro de la ciudad. Cuenta con conexiones directas a las autopistas, autobuses hacia Ginebra y a la estación de la empresa ferroviaria nacional (SBB-CFF-FFS). Su ubicación fronteriza con Francia le convierte en un destino de fácil acceso para la zona francesa. El aeropuerto es sede de importantes aerolíneas de Suiza, como la Swiss International Air Lines o easyJet Switzerland.
Como el terreno del aeropuerto se encuentra en la frontera con el territorio francés, también hay una terminal francesa, y los vuelos a Ginebra desde Francia se consideran "interiores" ("de cabotaje") desde otros aeropuertos franceses, a pesar de ser una ciudad extranjera.
En 2014, el aeropuerto acogió a 15.152.927 pasajeros y registró 187.596 movimientos de vuelo.
Cuenta con una estación ferroviaria, Ginebra-Aeropuerto, desde la que parten trenes hacia las principales ciudades suizas, conectadas.

## Infraestructuras

### Terminales

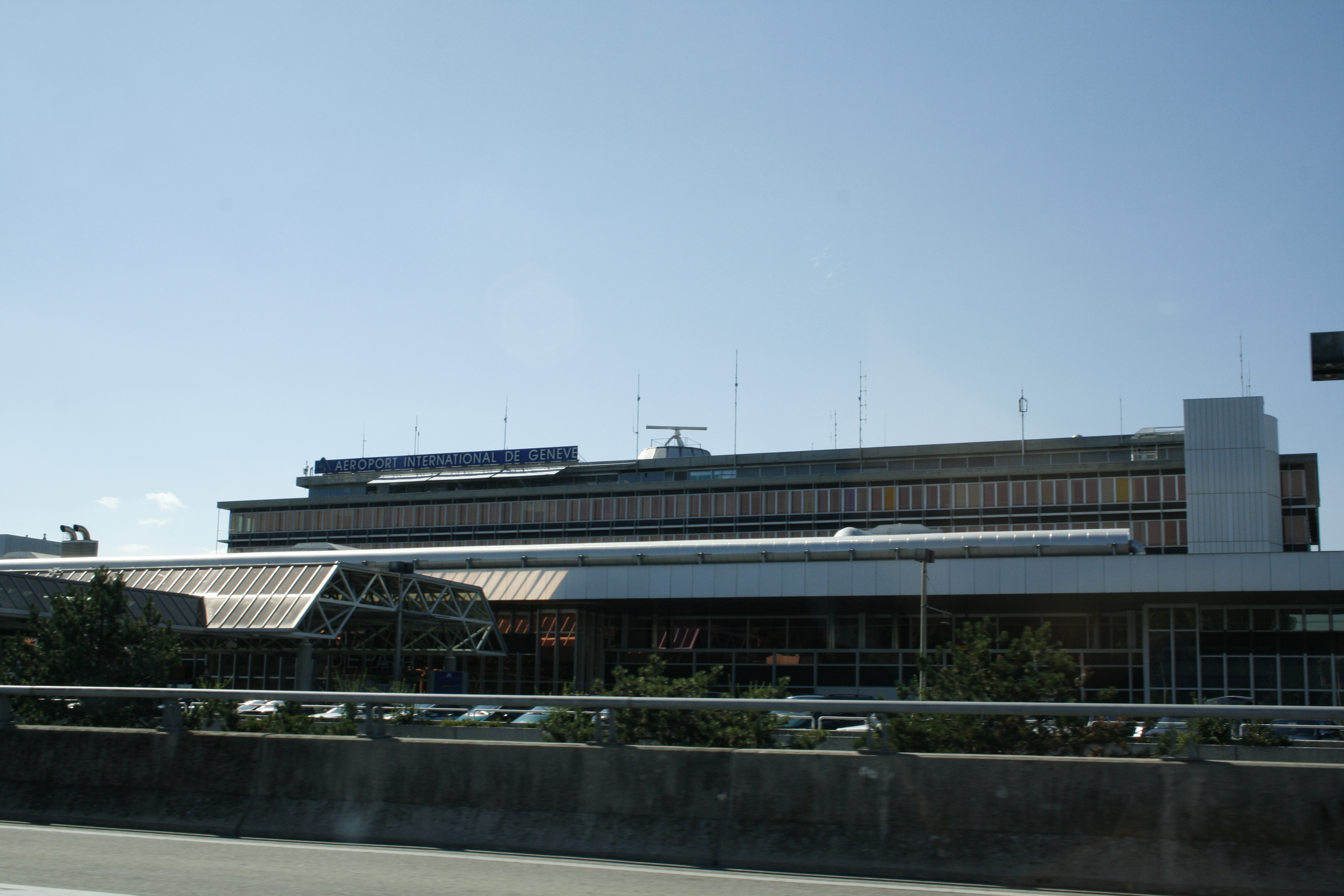
Vista de la terminal de pasajeros.

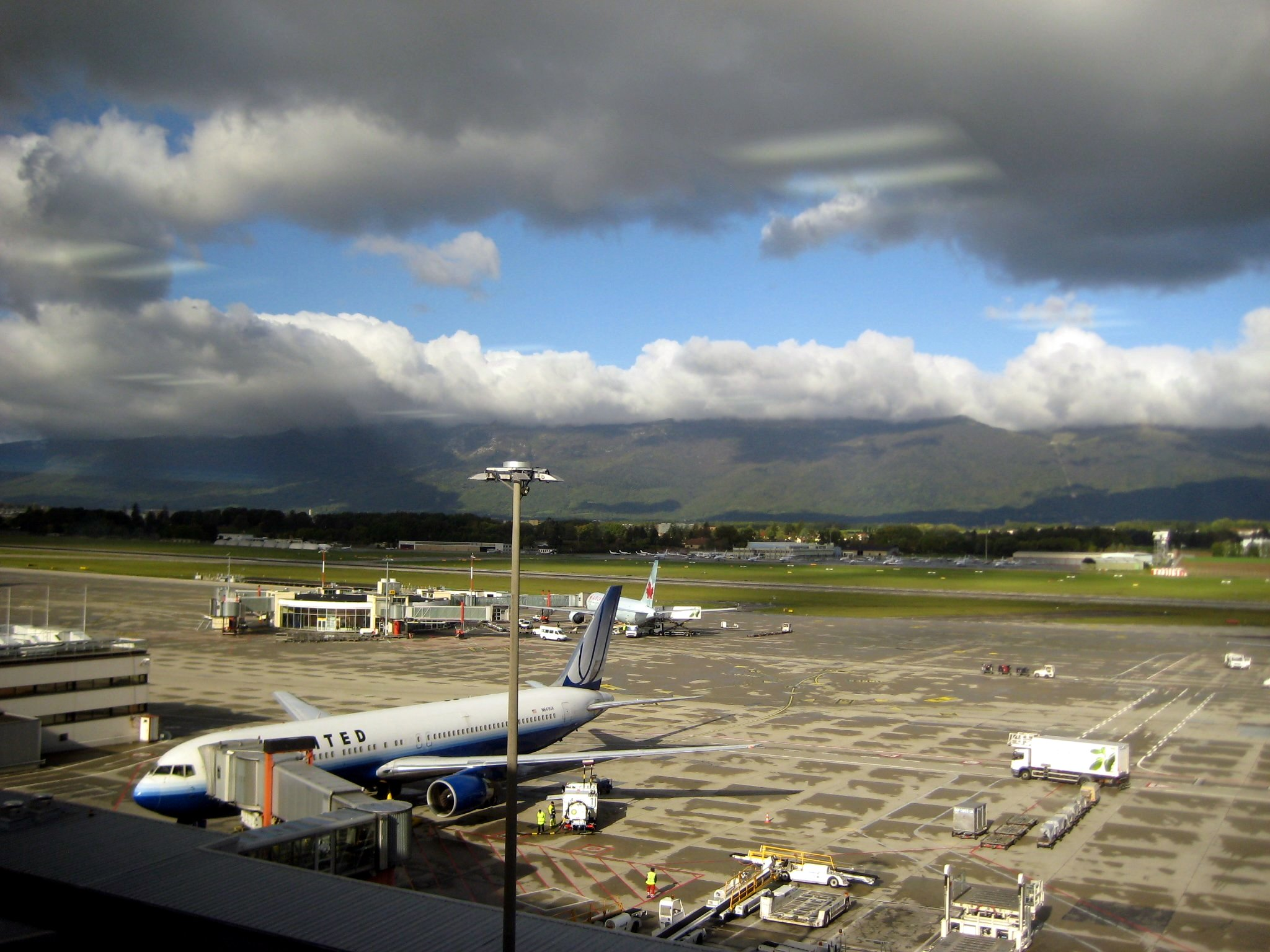
Vista de la zona de estacionamiento de aeronaves después de la lluvia.

El aeropuerto de Ginebra posee dos terminales de pasajeros, T1 y T2. La terminal 1, también conocida como Terminal principal (M) se divide en 5 muelles: A, B, C, D y F. Todas las puertas en el Muelle A, y algunas de las puertas en el D son puertas Schengen. Los pasajeros que embarquen en vuelos en esas puertas no están sujetos a control de pasaportes. Las puertas en los muelles B, C, y algunas en el muelle D, se utilizan para vuelos a destinos fuera de la zona Schengen. Los pasajeros que llegan al muelle B a menudo tienen que pasar por un control de pasaportes subterráneo de movimiento lento que puede involucrar una espera de media hora. El muelle C se utiliza sobre todo para los aviones de fuselaje ancho.
Un nuevo proyecto de terminal llamado Aile Est, empezado en 2012, tiene como objetivo modernizar y ampliar el muelle C después de una reconstrucción completa. El nuevo muelle será capaz de alojar hasta seis aviones de fuselaje ancho a la vez, incluyendo una puerta de embarque apta para el Airbus A380. Una nueva puerta para los aviones de fuselaje estrecho se construirá donde se encuentra el actual muelle C. Algunas de las nuevas puertas serán capaces de adaptarse a cualquier avión de fuselaje ancho o dos aviones de menor tamaño. La construcción está programada para terminar en 2015. La nueva terminal se estima que costará alrededor de 300 millones de francos suizos, y será de unos 530 metros de largo y 15 metros de ancho. Esta nueva terminal reemplazará el terminal temporal que fue construida durante los años 70. La construcción se retrasó por el traslado de las rutas de largo recorrido de Swissair a Zúrich en 1996. Los ataques del 11 de septiembre de 2001 y la quiebra de Swissair en 2001 lo retrasaron aún más. Últimamente algunas aerolíneas como Emirates, Etihad, Qatar Airways, United Airlines y Swiss International Air Lines han comenzado a utilizar la instalación..
Antes de la integración de Suiza en el espacio Schengen en 2008, el muelle F, también conocido como el sector francés, se utilizaba exclusivamente para pasajeros procedentes de Francia o con destino a ese país. Tiene dos puertas con fingers y cuatro puertas para acceso con autobuses. El Sector francés fue creado como un acuerdo entre Francia y el Cantón de Ginebra que data de la década de 1960, y permite a los viajes entre la región francesa vecina del Pays de Gex y el aeropuerto, evitando entrar en territorio suizo y el correspondiente paso por aduanas. La zona del Sector Francés todavía existe para los pasajeros que llegan de destinos franceses y que desean evitar los controles aduaneros suizos, a pesar de que los controles de pasaportes e inmigración han acabado en el marco del Tratado de Schengen.
La terminal 2 sólo se utiliza durante la temporada de invierno para vuelos chárter. Esta fue la terminal original del aeropuerto de Ginebra. Fue construida en 1946 y se mantuvo en uso hasta la década de 1960, cuando la terminal principal se abrió. Las instalaciones de la Terminal 2 son escasas, con sólo un restaurante y sin tiendas libres de impuestos. Los pasajeros solamente realizan el check-in en esta terminal, y luego, van a la terminal principal en un autobús de piso bajo. El aeropuerto de Ginebra quería renovar la T2 como un terminal de bajo coste. En este momento, easyJet es la principal aerolínea de bajo coste en Ginebra, con hasta 80 vuelos diarios durante el invierno. Otras aerolíneas principales en el aeropuerto amenazaron con abandonar el aeropuerto si easyJet tenía su propia terminal con las tasas de aterrizaje más bajas. Desde entonces, no ha habido ninguna información acerca de una modernización de las instalaciones de la T2.

### Pistas
El aeropuerto tiene una sola pista de cemento (05/23), que es la más larga de Suiza, con una longitud de 3.900 m (12.795 pies) y una de los más largas de Europa, por lo que está abierta a la utilización por parte de aviones de cualquier tamaño. Junto a la pista comercial, en paralelo, existe una pista de hierba más pequeña para aviones ligeros. Por lo general, la pista 23 se utiliza cuando el viento está en calma. Si el viento es más fuerte que 4 nudos y en una dirección que va de 320 a 140 grados, entonces se utilizará la pista 05.

## Aerolíneas y destinos

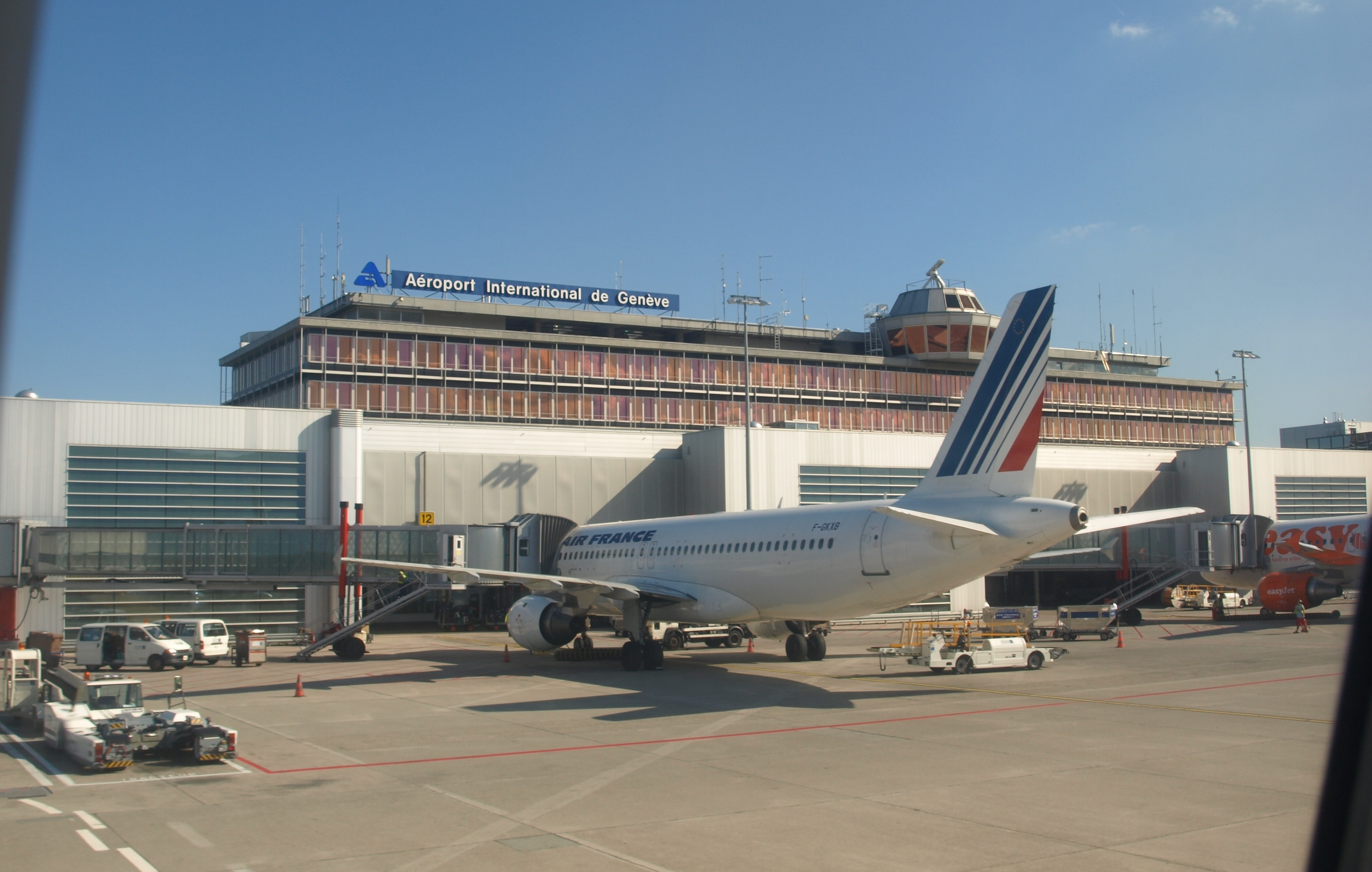
Airbus A320 de Air France estacionado, con el edificio terminal detrás.

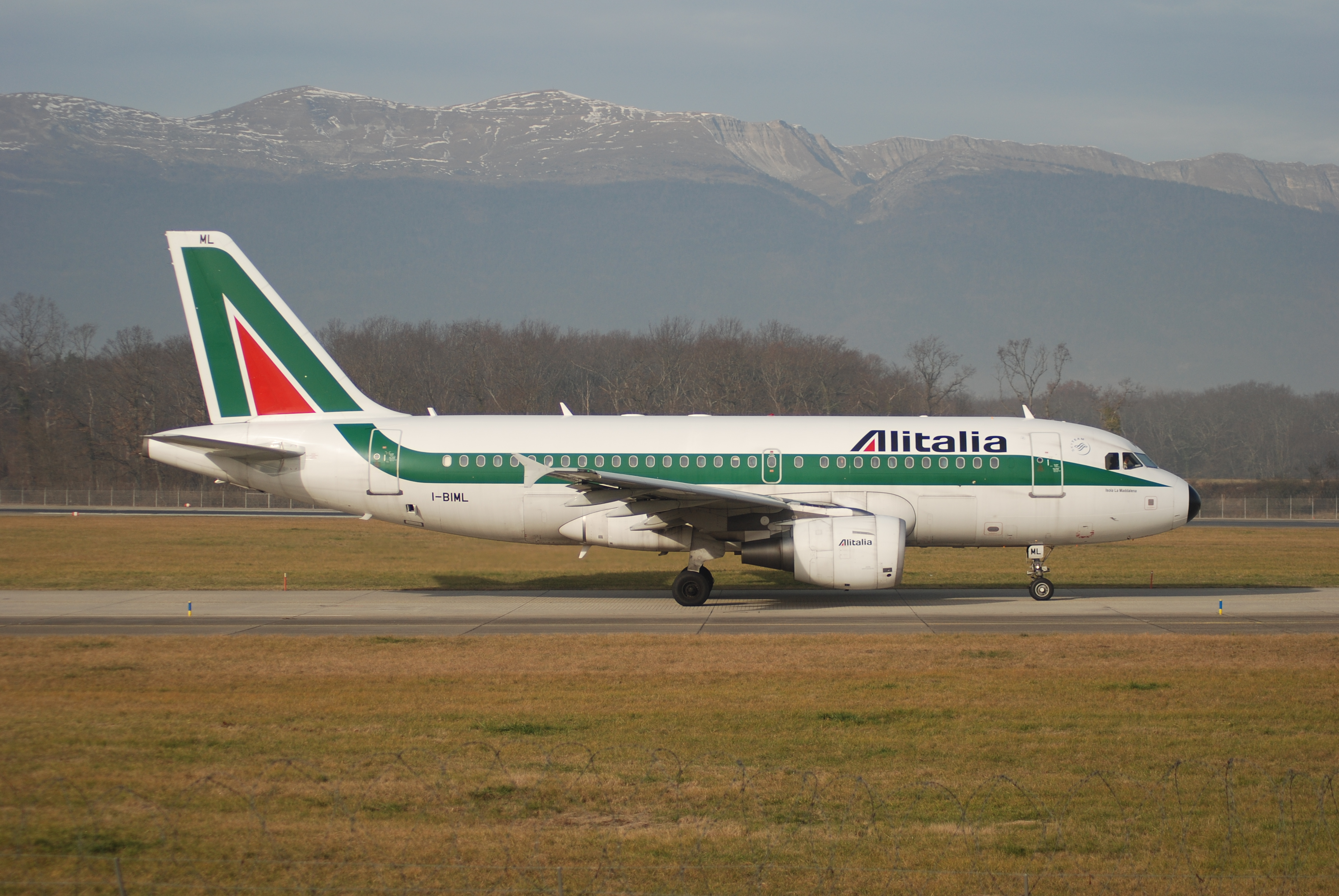
Airbus A319 de Alitalia en el aeropuerto.

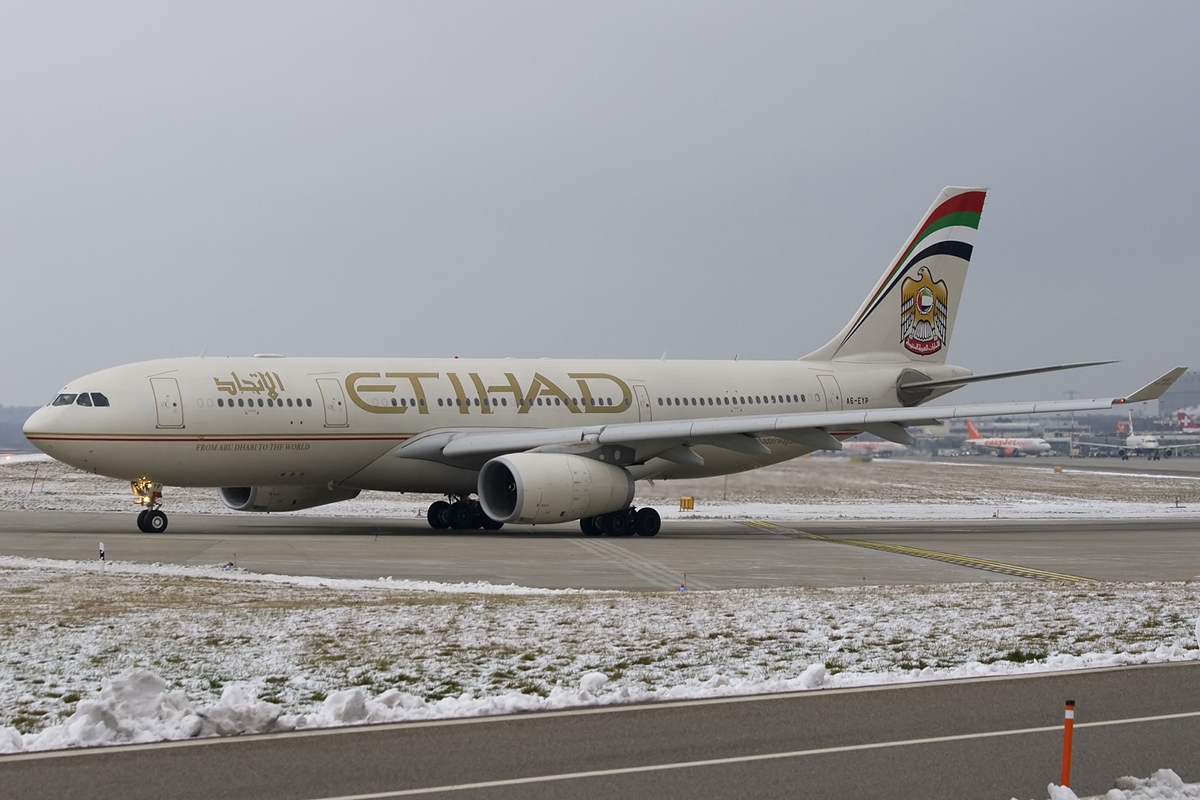
Airbus A330 de Etihad Airways rodando por el aeropuerto en un día de nieve.

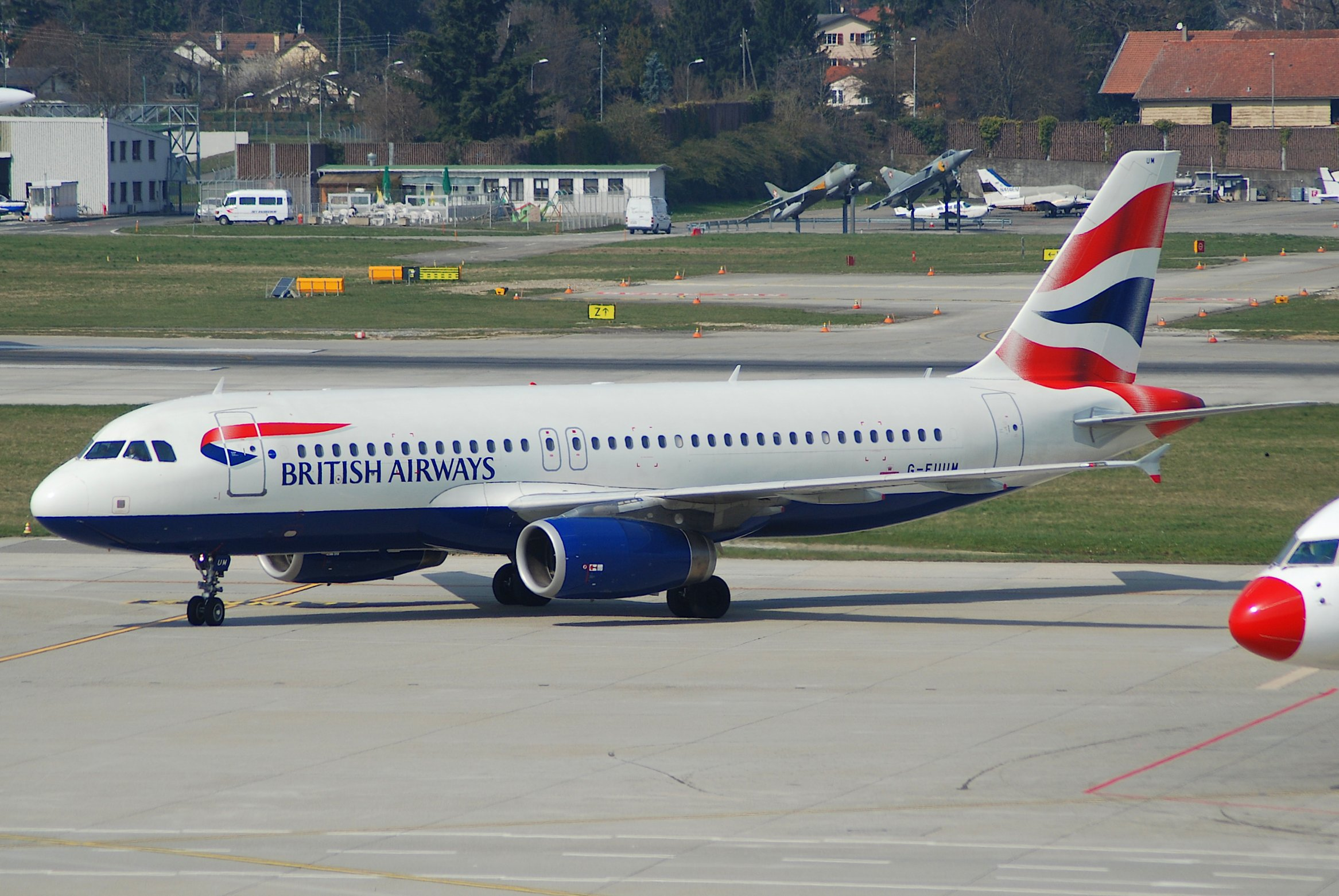
Airbus A320 de British Airways en la pista de estacionamiento del aeropuerto.

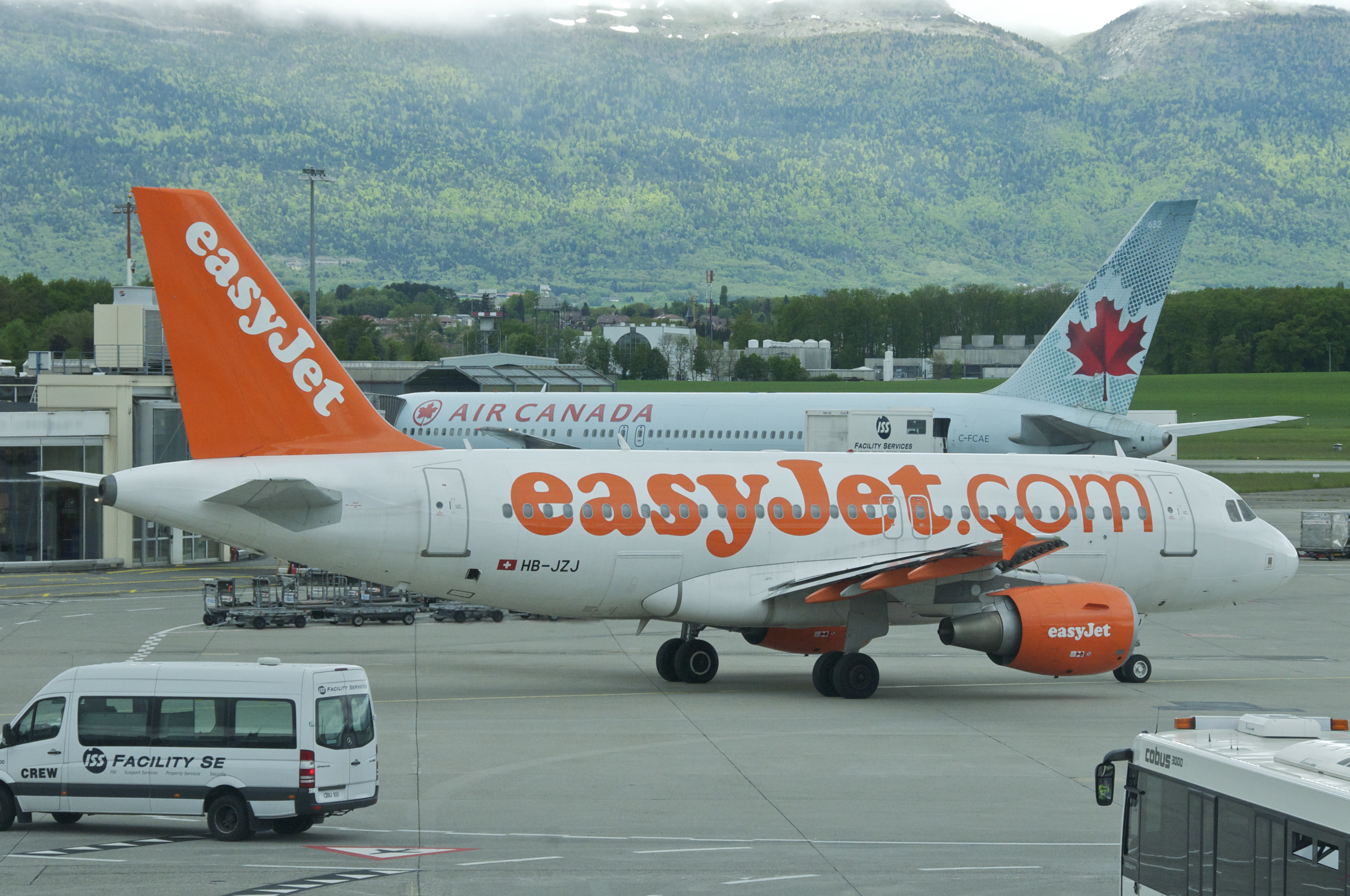
Airbus A319 de EasyJet rodando por el aeropuerto junto a una aeronave de Air Canada estacionada.

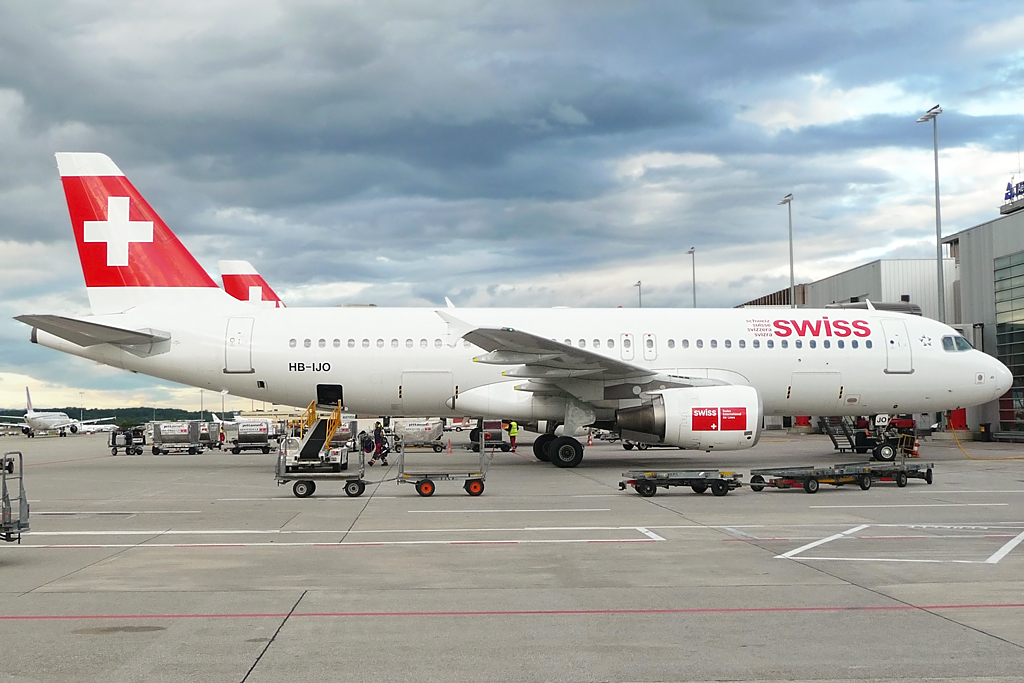
Zona de estacionamiento de aeronaves, un Airbus A320 de Swiss International Air Lines en primer lugar.

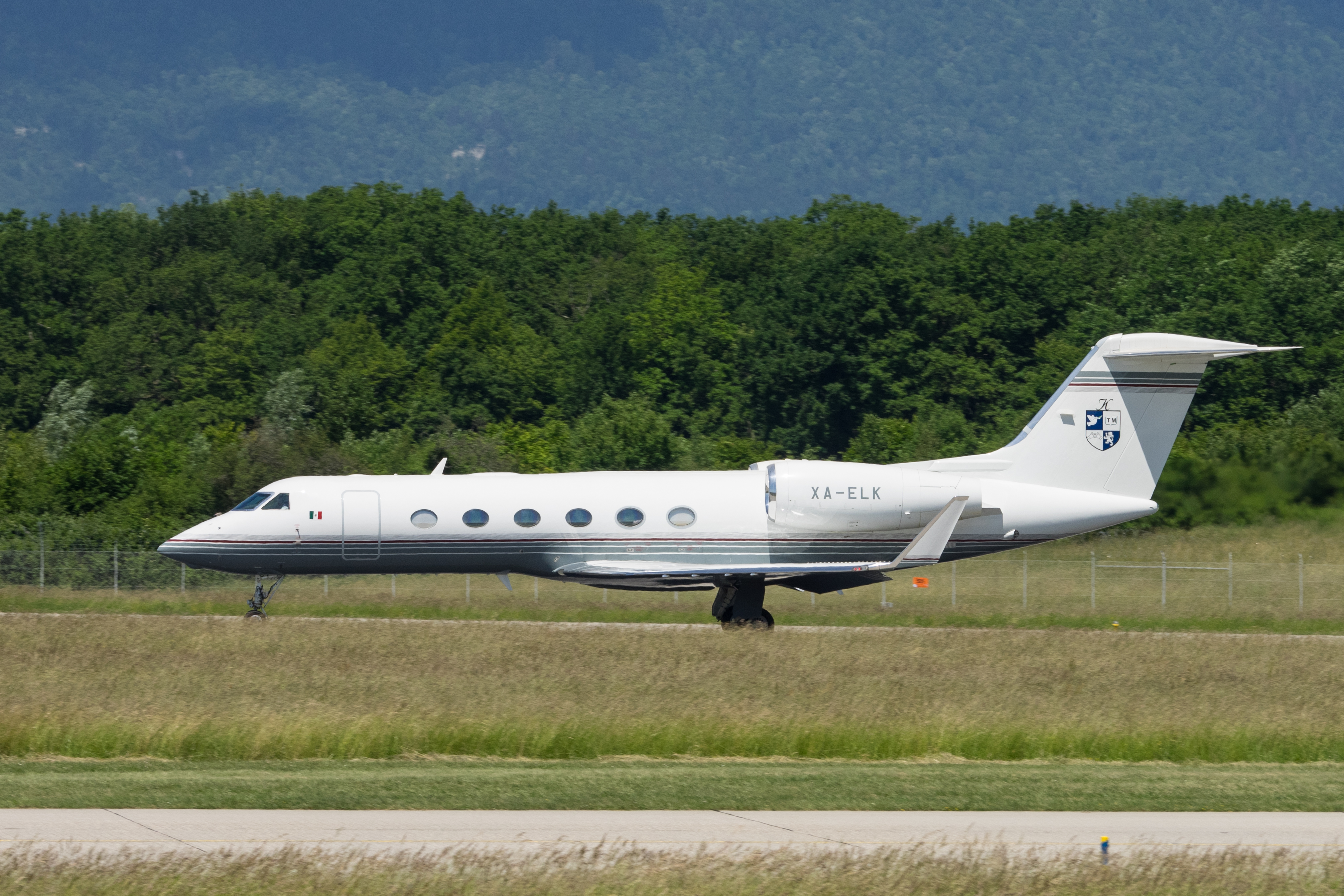
Gulfstream G-450 (XA-ELK) de Aerolíneas Marcos en el Aeropuerto.

### Destinos nacionales
| Ciudades | Nombre del aeropuerto              | Aerolíneas | Aeronaves | Frecuencias semanales |       |
| Suiza    | Suiza                              | Suiza      | Suiza     | Suiza                 | Suiza |
| -------- | ---------------------------------- | ---------- | --------- | --------------------- | ----- |
| Zúrich   | Aeropuerto Internacional de Zúrich | Swiss      | A         |                       |       |

### Destinos internacionales
| Ciudades por países    | Nombre del aeropuerto                                  | Aerolíneas                                                          | Aeronaves     | Frecuencias semanales |        |
| África                 | África                                                 | África                                                              | África        | África                | África |
| ---------------------- | ------------------------------------------------------ | ------------------------------------------------------------------- | ------------- | --------------------- | ------ |
| Egipto                 |                                                        |                                                                     |               |                       |        |
| El Cairo               | Aeropuerto Internacional de El Cairo                   | EgyptAir                                                            |               |                       |        |
| Marruecos              |                                                        |                                                                     |               |                       |        |
| Casablanca             | Aeropuerto Internacional Mohammed V                    | Royal Air Maroc                                                     |               |                       |        |
| Marrakech              | Aeropuerto de Marrakech-Menara                         | easyJet Switzerland Royal Air Maroc Swiss                           | A3xx A        |                       |        |
| Túnez                  |                                                        |                                                                     |               |                       |        |
| Túnez                  | Aeropuerto Internacional de Túnez-Cartago              | Tunisair                                                            |               |                       |        |
| Etiopía                |                                                        |                                                                     |               |                       |        |
| Addis Abeba            | Aeropuerto Internacional Bole                          | Ethiopian                                                           | B787-9        |                       |        |
| Norteamérica           |                                                        |                                                                     |               |                       |        |
| Canadá                 |                                                        |                                                                     |               |                       |        |
| Montreal               | Aeropuerto Internacional Pierre Elliott Trudeau        | Air Canada                                                          | A330-300      | 6                     |        |
| Estados Unidos         |                                                        |                                                                     |               |                       |        |
| Newark                 | Aeropuerto Internacional Libertad de Newark            | United Airlines                                                     |               |                       |        |
| Nueva York             | Aeropuerto Internacional John F. Kennedy               | Delta Air Lines (estacional) Swiss                                  | A330-343X     |                       |        |
| Washington D. C.       | Aeropuerto Internacional de Washington-Dulles          | United Airlines                                                     |               |                       |        |
| Asia                   |                                                        |                                                                     |               |                       |        |
| Arabia Saudita         |                                                        |                                                                     |               |                       |        |
| Yida                   | Aeropuerto Internacional Rey Abdulaziz                 | Riyadh Air Saudia                                                   |               |                       |        |
| Catar                  |                                                        |                                                                     |               |                       |        |
| Doha                   | Aeropuerto Internacional Hamad                         | Qatar Airways                                                       | A350-941      |                       |        |
| China                  |                                                        |                                                                     |               |                       |        |
| Pekín                  | Aeropuerto Internacional de Pekín-Daxing               | Air China                                                           |               |                       |        |
| EAU                    |                                                        |                                                                     |               |                       |        |
| Abu Dabi               | Aeropuerto Internacional de Abu Dabi                   | Etihad Airways                                                      | B787-9        |                       |        |
| Dubái                  | Aeropuerto Internacional de Dubái                      | Emirates flydubai                                                   |               |                       |        |
| Israel                 |                                                        |                                                                     |               |                       |        |
| Tel Aviv               | Aeropuerto Internacional Ben Gurión                    | easyJet Switzerland El Al                                           | A3xx B7x7     |                       |        |
| Japón                  |                                                        |                                                                     |               |                       |        |
| Tokio                  | Aeropuerto Internacional Haneda                        | All Nippon Airways                                                  |               |                       |        |
| Jordania               |                                                        |                                                                     |               |                       |        |
| Amán                   | Aeropuerto Internacional de la Reina Alia              | Royal Jordanian                                                     |               |                       |        |
| Kuwait                 |                                                        |                                                                     |               |                       |        |
| Ciudad de Kuwait       | Aeropuerto Internacional de Kuwait                     | Kuwait Airways                                                      |               |                       |        |
| Líbano                 |                                                        |                                                                     |               |                       |        |
| Beirut                 | Aeropuerto Internacional Rafic Hariri                  | Middle East Airlines                                                | A3xx          |                       |        |
| Turquía                |                                                        |                                                                     |               |                       |        |
| Antalya                | Aeropuerto de Antalya                                  | Pegasus Airlines                                                    |               |                       |        |
| Estambul               | Aeropuerto de Estambul                                 | Pegasus Airlines Turkish Airlines                                   |               |                       |        |
| Europa                 |                                                        |                                                                     |               |                       |        |
| Alemania               |                                                        |                                                                     |               |                       |        |
| Berlín                 | Aeropuerto de Berlín-Brandeburgo Willy Brandt          | easyJet Europe easyJet Switzerland                                  | A3xx          |                       |        |
| Düsseldorf             | Aeropuerto Internacional de Düsseldorf                 | Eurowings                                                           |               |                       |        |
| Fráncfort del Meno     | Aeropuerto de Fráncfort del Meno                       | Lufthansa Regional operado por Lufthansa CityLine                   |               |                       |        |
| Múnich                 | Aeropuerto Internacional de Múnich-Franz Josef Strauss | Lufthansa                                                           |               |                       |        |
| Austria                |                                                        |                                                                     |               |                       |        |
| Viena                  | Aeropuerto de Viena-Schwechat                          | Austrian Airlines Swiss                                             |               |                       |        |
| Bélgica                |                                                        |                                                                     |               |                       |        |
| Bruselas               | Aeropuerto de Bruselas                                 | Brussels Airlines easyJet Switzerland Ryanair Swiss TUI fly Belgium | A3xx          |                       |        |
| Bulgaria               |                                                        |                                                                     |               |                       |        |
| Sofía                  | Aeropuerto de Sofía                                    | Bulgaria Air Wizz Air                                               | A32x          |                       |        |
| Dinamarca              |                                                        |                                                                     |               |                       |        |
| Copenhague             | Aeropuerto de Copenhague-Kastrup                       | easyJet Switzerland SAS Swiss Norwegian Air Shuttle (estacional)    | A3xx          |                       |        |
| España                 |                                                        |                                                                     |               |                       |        |
| Alicante               | Aeropuerto de Alicante-Elche                           | easyJet Switzerland                                                 | A3xx          |                       |        |
| Barcelona              | Aeropuerto de Barcelona-El Prat                        | easyJet Europe easyJet Switzerland Vueling                          | A3xx          |                       |        |
| Madrid                 | Aeropuerto de Madrid-Barajas                           | Air Europa easyJet Switzerland Iberia                               | B737 A3xx     |                       |        |
| Málaga                 | Aeropuerto de Málaga-Costa del Sol                     | easyJet Switzerland Swiss                                           | A3xx A        |                       |        |
| Palma de Mallorca      | Aeropuerto de Palma de Mallorca                        | easyJet Europe easyJet Switzerland                                  | A3xx          |                       |        |
| Santiago de Compostela | Aeropuerto de Santiago de Compostela                   | easyJet Switzerland                                                 | A3xx          |                       |        |
| Sevilla                | Aeropuerto de Sevilla                                  | easyJet Switzerland                                                 | A3xx          |                       |        |
| Tenerife Sur           | Aeropuerto de Tenerife Sur                             | easyJet Switzerland                                                 | A3xx          |                       |        |
| Valencia               | Aeropuerto de Valencia                                 | Swiss operado por Austrian Airlines                                 |               |                       |        |
| Finlandia              |                                                        |                                                                     |               |                       |        |
| Helsinki               | Aeropuerto de Helsinki-Vantaa                          | Finnair                                                             |               |                       |        |
| Francia                |                                                        |                                                                     |               |                       |        |
| Burdeos                | Aeropuerto de Burdeos-Mérignac                         | easyJet Switzerland                                                 | A3xx          |                       |        |
| Lille                  | Aeropuerto de Lille-Lesquin                            | easyJet Switzerland                                                 | A3xx          |                       |        |
| Nantes                 | Aeropuerto de Nantes Atlantique                        | easyJet Switzerland Transavia France                                | A3xx B737-800 |                       |        |
| Niza                   | Aeropuerto Internacional de Niza-Costa Azul            | easyJet Switzerland Swiss                                           | A3xx A        |                       |        |
| París                  | Aeropuerto de París-Charles de Gaulle                  | Air France Swiss                                                    |               |                       |        |
| París                  | Aeropuerto de París-Orly                               | easyJet Europe easyJet Switzerland                                  | A3xx          |                       |        |
| Toulouse               | Aeropuerto de Toulouse-Blagnac                         | easyJet Europe easyJet Switzerland                                  | A3xx          |                       |        |
| Grecia                 |                                                        |                                                                     |               |                       |        |
| Atenas                 | Aeropuerto Internacional Eleftherios Venizelos         | Aegean Airlines Sky Express Swiss                                   | A32x A        |                       |        |
| Hungría                |                                                        |                                                                     |               |                       |        |
| Budapest               | Aeropuerto de Budapest-Ferenc Liszt                    | easyJet Switzerland                                                 | A3xx          |                       |        |
| Irlanda                |                                                        |                                                                     |               |                       |        |
| Dublín                 | Aeropuerto de Dublín                                   | Aer Lingus Ryanair Swiss                                            | A3xx          |                       |        |
| Italia                 |                                                        |                                                                     |               |                       |        |
| Bérgamo                | Aeropuerto de Bérgamo-Orio al Serio                    | Aeroitalia easyJet Switzerland                                      | A3xx          |                       |        |
| Brindisi               | Aeropuerto de Brindisi                                 | easyJet Switzerland                                                 | A3xx          |                       |        |
| Catania                | Aeropuerto de Catania-Fontanarossa                     | easyJet Switzerland                                                 | A3xx          |                       |        |
| Milán                  | Aeropuerto de Milán-Malpensa                           | Aeroitalia easyJet Switzerland                                      | A3xx          |                       |        |
| Nápoles                | Aeropuerto de Nápoles-Capodichino                      | easyJet Europe easyJet Switzerland                                  | A3xx          |                       |        |
| Palermo                | Aeropuerto de Palermo-Punta Raisi                      | easyJet Switzerland                                                 | A3xx          |                       |        |
| Roma                   | Aeropuerto de Roma-Fiumicino                           | easyJet Switzerland ITA Airways                                     | A3xx A        |                       |        |
| Venecia                | Aeropuerto Internacional Marco Polo                    | easyJet Europe easyJet Switzerland                                  | A3xx          |                       |        |
| Kosovo                 |                                                        |                                                                     |               |                       |        |
| Priština               | Aeropuerto Internacional de Priština                   | easyJet Switzerland Swiss                                           | A3xx A        |                       |        |
| Luxemburgo             |                                                        |                                                                     |               |                       |        |
| Ciudad de Luxemburgo   | Aeropuerto de Luxemburgo Findel                        | Luxair                                                              |               |                       |        |
| Noruega                |                                                        |                                                                     |               |                       |        |
| Oslo                   | Aeropuerto de Oslo-Gardermoen                          | Norwegian Air Shuttle SAS                                           | B737          |                       |        |
| Países Bajos           |                                                        |                                                                     |               |                       |        |
| Ámsterdam              | Aeropuerto de Ámsterdam-Schiphol                       | easyJet Europe easyJet Switzerland KLM operado por KLM Cityhopper   | A3xx E-Jet    |                       |        |
| Polonia                |                                                        |                                                                     |               |                       |        |
| Varsovia               | Aeropuerto de Varsovia-Chopin                          | LOT Polish Airlines                                                 |               |                       |        |
| Portugal               |                                                        |                                                                     |               |                       |        |
| Funchal                | Aeropuerto de Madeira                                  | easyJet Switzerland                                                 | A3xx          |                       |        |
| Lisboa                 | Aeropuerto de Lisboa                                   | easyJet Europe easyJet Switzerland Swiss TAP Portugal               | A3xx A A3xx   |                       |        |
| Oporto                 | Aeropuerto de Oporto-Francisco Sá Carneiro             | easyJet Europe easyJet Switzerland Swiss TAP Portugal               | A3xx A A3xx   |                       |        |
| Reino Unido            |                                                        |                                                                     |               |                       |        |
| Birmingham             | Aeropuerto Internacional de Birmingham-West Midlands   | easyJet easyJet Switzerland                                         | A3xx          |                       |        |
| Bristol                | Aeropuerto Internacional de Bristol                    | easyJet                                                             | A3xx          |                       |        |
| Edimburgo              | Aeropuerto de Edimburgo                                | easyJet                                                             | A3xx          |                       |        |
| Londres                | Aeropuerto de Londres-Gatwick                          | easyJet Switzerland easyJet                                         | A3xx          |                       |        |
| Londres                | Aeropuerto de Londres-Heathrow                         | British Airways Swiss                                               | A             |                       |        |
| Londres                | Aeropuerto de Londres-Luton                            | easyJet                                                             | A3xx          |                       |        |
| Mánchester             | Aeropuerto de Mánchester                               | easyJet Ethiopian                                                   | A3xx B787-9   |                       |        |
| República Checa        |                                                        |                                                                     |               |                       |        |
| Praga                  | Aeropuerto de Praga                                    | easyJet Switzerland Eurowings                                       | A3xx          |                       |        |
| Rumania                |                                                        |                                                                     |               |                       |        |
| Bucarest               | Aeropuerto Internacional de Bucarest-Henri Coandă      | TAROM Wizz Air                                                      | A32x          |                       |        |
| Serbia                 |                                                        |                                                                     |               |                       |        |
| Belgrado               | Aeropuerto de Belgrado-Nikola Tesla                    | easyJet Switzerland                                                 | A3xx          |                       |        |
| Suecia                 |                                                        |                                                                     |               |                       |        |
| Estocolmo              | Aeropuerto de Estocolmo-Arlanda                        | easyJet Switzerland SAS Swiss                                       | A3xx A        |                       |        |

### Destinos estacionales
| Ciudades por países | Nombre del aeropuerto                                   | Aerolíneas                                       | Aeronaves      | Frecuencias semanales |        |
| África              | África                                                  | África                                           | África         | África                | África |
| ------------------- | ------------------------------------------------------- | ------------------------------------------------ | -------------- | --------------------- | ------ |
| Mauricio            |                                                         |                                                  |                |                       |        |
| Puerto Louis        | Aeropuerto Internacional Sir Seewoosagur Ramgoolam      | Air Mauritius                                    | A3xx           |                       |        |
| Túnez               |                                                         |                                                  |                |                       |        |
| Yerba               | Aeropuerto Internacional de Yerba-Zarzis                | Tunisair                                         |                |                       |        |
| Asia                |                                                         |                                                  |                |                       |        |
| Arabia Saudita      |                                                         |                                                  |                |                       |        |
| Medina              | Aeropuerto Príncipe Mohammad Bin Abdulaziz              | Saudia                                           |                |                       |        |
| Riad                | Aeropuerto Internacional Rey Khalid                     | Saudia                                           |                |                       |        |
| Europa              |                                                         |                                                  |                |                       |        |
| Alemania            |                                                         |                                                  |                |                       |        |
| Hamburgo            | Aeropuerto de Hamburgo                                  | Swiss                                            |                |                       |        |
| Croacia             |                                                         |                                                  |                |                       |        |
| Dubrovnik           | Aeropuerto de Dubrovnik                                 | easyJet Switzerland                              | A3xx           |                       |        |
| Split               | Aeropuerto de Split                                     | easyJet Switzerland                              | A3xx           |                       |        |
| Dinamarca           |                                                         |                                                  |                |                       |        |
| Copenhague          | Aeropuerto de Copenhague-Kastrup                        | Norwegian Air Shuttle                            | B737           |                       |        |
| España              |                                                         |                                                  |                |                       |        |
| Bilbao              | Aeropuerto de Bilbao                                    | easyJet Europe easyJet Switzerland               | A3xx           |                       |        |
| Gran Canaria        | Aeropuerto de Gran Canaria                              | easyJet Switzerland                              | A3xx           |                       |        |
| Ibiza               | Aeropuerto de Ibiza                                     | easyJet Switzerland Swiss Vueling                | A3xx           |                       |        |
| Menorca             | Aeropuerto de Menorca                                   | easyJet Switzerland Swiss                        | A3xx           |                       |        |
| Palma de Mallorca   | Aeropuerto de Palma de Mallorca                         | Swiss                                            |                |                       |        |
| Francia             |                                                         |                                                  |                |                       |        |
| Ajaccio             | Aeropuerto de Ajaccio-Napoleón Bonaparte                | easyJet Switzerland                              | A3xx           |                       |        |
| Bastia              | Aeropuerto de Bastia-Poretta                            | easyJet Switzerland                              | A3xx           |                       |        |
| Biárriz             | Aeropuerto de Biarritz-Anglet-Bayonne                   | Air France operado por HOP! Swiss                | A              |                       |        |
| Calvi               | Aeropuerto de Calvi Sainte-Catherine                    | easyJet Switzerland RAF-Avia                     | A3xx           |                       |        |
| Figari              | Aeropuerto de Figari Sud-Corse                          | easyJet Switzerland RAF-Avia                     | A3xx           |                       |        |
| La Rochelle         | Aeropuerto de La Rochelle – Île de Ré                   | easyJet Switzerland                              | A3xx           |                       |        |
| Grecia              |                                                         |                                                  |                |                       |        |
| Atenas              | Aeropuerto Internacional Eleftherios Venizelos          | easyJet Switzerland                              | A3xx           |                       |        |
| Corfú               | Aeropuerto Internacional de Corfú-Ioannis Kapodistrias  | easyJet Switzerland Swiss                        | A3xx           |                       |        |
| Heraclión           | Aeropuerto Internacional de Heraclión Nikos Kazantzakis | easyJet Switzerland Swiss                        | A3xx A         |                       |        |
| Miconos             | Aeropuerto Nacional de Míconos                          | easyJet Switzerland Swiss                        | A3xx A         |                       |        |
| Rodas               | Aeropuerto Internacional de Rodas-Diágoras              | easyJet Switzerland Swiss                        | A3xx A         |                       |        |
| Salónica            | Aeropuerto Internacional Macedonia                      | Swiss                                            | A              |                       |        |
| Santorini           | Aeropuerto Nacional de Santorini (Thira)                | easyJet Switzerland Swiss                        | A3xx A         |                       |        |
| Zante               | Aeropuerto Internacional de Zante                       | Swiss                                            | A              |                       |        |
| Irlanda del Norte   |                                                         |                                                  |                |                       |        |
| Belfast             | Aeropuerto Internacional de Belfast                     | easyJet                                          | A3xx           |                       |        |
| Islandia            |                                                         |                                                  |                |                       |        |
| Reikiavik           | Aeropuerto Internacional de Keflavík                    | Icelandair Play                                  | A321-251N*     |                       |        |
| Italia              |                                                         |                                                  |                |                       |        |
| Cagliari            | Aeropuerto de Cagliari-Elmas                            | easyJet Switzerland                              | A3xx           |                       |        |
| Catania             | Aeropuerto de Catania-Fontanarossa                      | Swiss                                            | A              |                       |        |
| Florencia           | Aeropuerto de Florencia                                 | Swiss operado por Austrian Airlines              |                |                       |        |
| Lamezia Terme       | Aeropuerto Internacional de Lamezia Terme               | easyJet Switzerland                              | A3xx           |                       |        |
| Milán               | Aeropuerto de Milán-Linate                              | Gulf Air (reinicia 4 de junio de 2024)           |                |                       |        |
| Olbia               | Aeropuerto de Olbia-Costa Smeralda                      | easyJet Switzerland Swiss                        | A3xx A         |                       |        |
| Letonia             |                                                         |                                                  |                |                       |        |
| Riga                | Aeropuerto Internacional de Riga                        | airBaltic                                        | A220-371       |                       |        |
| Malta               |                                                         |                                                  |                |                       |        |
| Malta               | Aeropuerto Internacional de Malta                       | easyJet Switzerland                              | A3xx           |                       |        |
| Montenegro          |                                                         |                                                  |                |                       |        |
| Tivat               | Aeropuerto de Tivat                                     | easyJet Switzerland                              | A3xx           |                       |        |
| Noruega             |                                                         |                                                  |                |                       |        |
| Oslo                | Aeropuerto de Oslo-Gardermoen                           | Swiss                                            |                |                       |        |
| Países Bajos        |                                                         |                                                  |                |                       |        |
| Róterdam            | Aeropuerto de Róterdam                                  | Transavia                                        | B737NG         |                       |        |
| Portugal            |                                                         |                                                  |                |                       |        |
| Faro                | Aeropuerto de Faro                                      | easyJet Switzerland Swiss                        | A3xx A         |                       |        |
| Reino Unido         |                                                         |                                                  |                |                       |        |
| Aberdeen            | Aeropuerto de Aberdeen                                  | easyJet Switzerland                              | A3xx           |                       |        |
| Birmingham          | Aeropuerto Internacional de Birmingham-West Midlands    | Jet2.com                                         |                |                       |        |
| Bournemouth         | Aeropuerto Internacional de Bournemouth                 | easyJet Switzerland                              | A3xx           |                       |        |
| Bristol             | Aeropuerto Internacional de Bristol                     | Jet2.com TUI Airways (Chárter)                   | B7x7           |                       |        |
| East Midlands       | Aeropuerto de East Midlands                             | Jet2.com                                         |                |                       |        |
| Edimburgo           | Aeropuerto de Edimburgo                                 | Jet2.com                                         |                |                       |        |
| Glasgow             | Aeropuerto Internacional de Glasgow                     | easyJet Jet2.com                                 | A3xx           |                       |        |
| Leeds/Bradford      | Aeropuerto Internacional de Leeds Bradford              | Jet2.com                                         |                |                       |        |
| Liverpool           | Aeropuerto de Liverpool-John Lennon                     | easyJet                                          | A3xx           |                       |        |
| Londres             | Aeropuerto de la Ciudad de Londres                      | British Airways operado por BA CityFlyer Swiss   | E-190 A220-171 |                       |        |
| Londres             | Aeropuerto de Londres-Gatwick                           | British Airways Swiss TUI Airways                | A B7x7         |                       |        |
| Londres             | Aeropuerto de Londres-Stansted                          | easyJet Jet2.com                                 | A3xx           |                       |        |
| Londres             | Aeropuerto de Londres-Southend                          | easyJet                                          | A3xx           |                       |        |
| Mánchester          | Aeropuerto de Mánchester                                | Jet2.com TUI Airways (Chárter)                   | B7x7           |                       |        |
| Newcastle upon Tyne | Aeropuerto de Newcastle upon Tyne                       | easyJet easyJet Switzerland Jet2.com TUI Airways | A3xx B7x7      |                       |        |
| Southampton         | Aeropuerto Internacional de Southampton                 | easyJet Switzerland                              | A3xx           |                       |        |

### Carga
| Aerolíneas                                        | Destinos                       |
| ------------------------------------------------- | ------------------------------ |
| DHL Aviation                                      | Bruselas, Leipzig/Halle        |
| ASL Airlines Belgium                              | Basilea/Mulhouse, Lieja        |
| LATAM Cargo Brasil                                | Basilea/Mulhouse               |
| UPS Airlines operado por ASL Airlines Switzerland | Basilea/Mulhouse, Colonia/Bonn |

## Estadísticas
| Puesto | Ciudad                           | Pasajeros |
| ------ | -------------------------------- | --------- |
| 1      | Londres (Aeropuertos de Londres) | 1.197.674 |
| 2      | París (Orly, Charles de Gaulle)  | 488.496   |
| 3      | Ámsterdam                        | 320.538   |
| 4      | Bruselas                         | 280.609   |
| 5      | Lisbon                           | 253.841   |
| 6      | Madrid                           | 252.852   |
| 7      | Oporto                           | 244.913   |
| 8      | Zúrich                           | 239.363   |
| 9      | Barcelona                        | 236.844   |
| 10     | Niza                             | 205.918   |
| 11     | Fráncfort                        | 189.053   |
| 12     | Roma                             | 175.373   |
| 13     | Edimburgo                        | 153.766   |
| 14     | Moscú (Sheremetyevo, Domodedovo) | 150.835   |
| 15     | Copenhague                       | 138.291   |

### Evolución de pasajeros

Mapa de los Ferrocarriles Federales Suizos (2016)

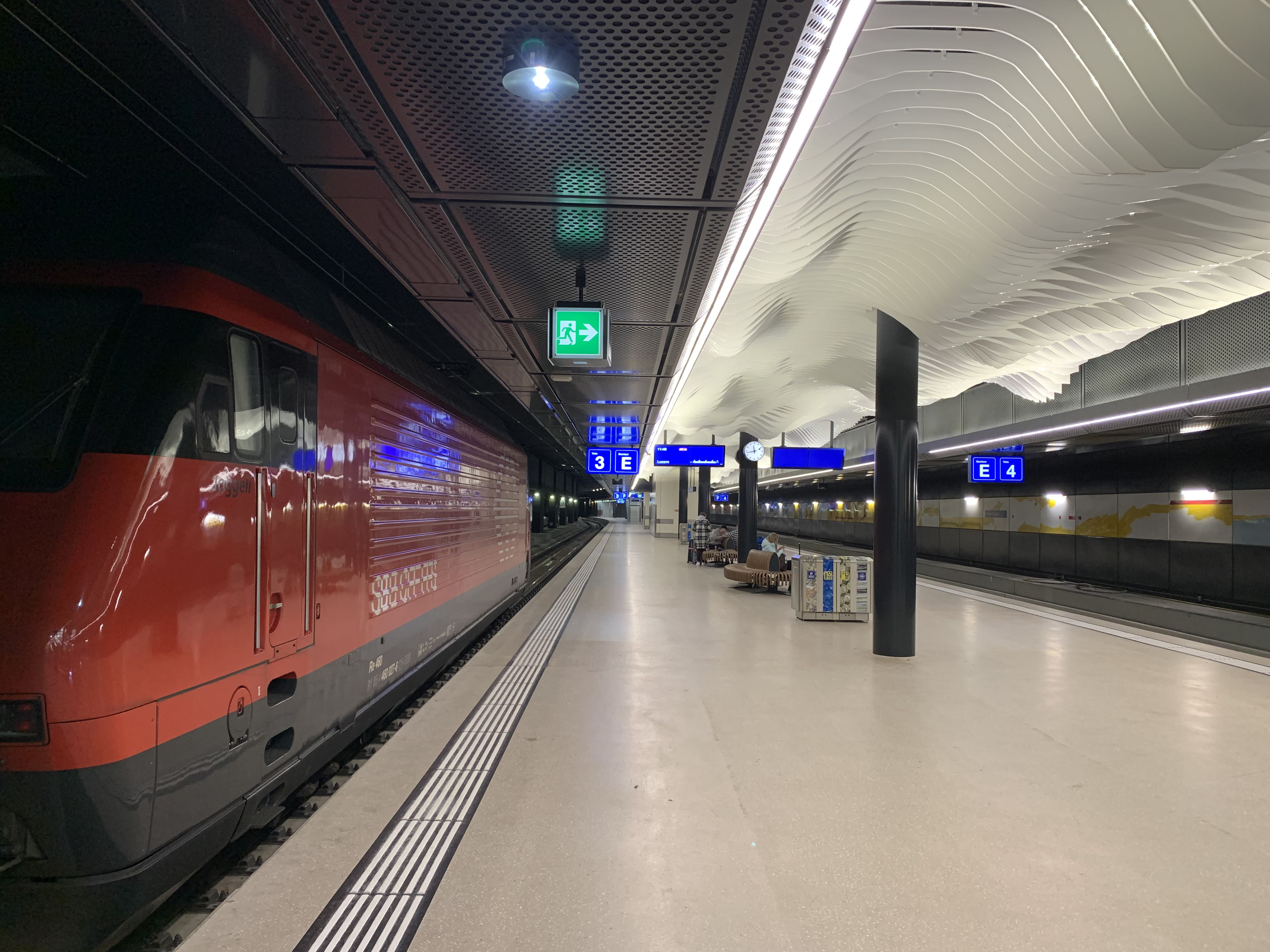
La estación Genève-Aéroport está unida al aeropuerto

|                                  |
| Actualizado: 15 de abril de 2015 |

## Transporte terrestre

### Tren
El aeropuerto se encuentra a 4 km (2,5 millas) del centro de la ciudad de Ginebra. Hay una estación de ferrocarril con trenes a la estación de Ginebra-Cornavin, y a otras ciudades suizas. Antes de pasar por la aduana, hay máquinas dispensadoras de billetes de 60 minutos gratis para Transports Publics Genevois, que son válidas tanto para los autobuses urbanos como para los trenes a Ginebra.

### Bus
Hay autobuses locales que paran en el aeropuerto (Transports Publics Genevois). También hay autobuses hacia y desde Annecy, Francia, y autobuses de temporada para la estación de esquí de Chamonix en Francia y otras estaciones de esquí en Suiza. Los fines de semana de invierno suele haber decenas de autobuses en la terminal chárter (antigua terminal de carga) para recoger pasajeros procedentes de vuelos chárter de toda Europa, pero sobre todo del Reino Unido. Estos transportan a los turistas a las estaciones de esquí en Francia, Suiza e Italia.

### Alquiler de coches
En el Aeropuerto de Ginebra operan las compañías: AVIS, Firefly, Budget, Europcar, Hertz, National, y Sixt de alquiler de coches.

## Accidentes e incidentes
- En 1950, el vuelo 245 de Air India, un Lockheed Constellation, se estrelló en el Mont Blanc al descender hacia Ginebra.

- En 1966, un accidente muy similar ocurrió cuando el Vuelo 101 de Air India, un Boeing 707, se estrelló en el Mont Blanc al descender hacia Ginebra.
- El 17 de octubre de 1982 un Boeing 707-366C de Egypt Air (SU-APE) golpeó el suelo de la pista 23, rebotó deslizandose por la parte izquierda de la pista, giró 270 grados y continuó deslizándose. El ala derecha se separó y un incendio que estalló fue extinguido rápidamente por los servicios de emergencia del aeropuerto. Aunque el aviónquedó destrozado, los 172 pasajeros y 10 tripulantes sobrevivieron.[6]
- El 23 de julio de 1987, un secuestrador fue detenido por las autoridades suizas a bordo de un DC-10 de Air Afrique[7] después de que el avión aterrizara en Ginebra para repostar. Un pasajero fue asesinado a tiros por el secuestrador antes de ser reducido por la tripulación y, posteriormente, asaltado por las fuerzas de seguridad. Un miembro de la tripulación y otros tres pasajeros resultaron heridos durante el incidente.
- El 20 de marzo de 1999, un MD-87 de Iberia (EC-GRL) tuvo que aterrizar sin su tren de aterrizaje delantero.[8]
- El 17 de febrero de 2014, el Vuelo 702 de Ethiopian Airlines en vuelo programado de Addis Abeba a las 00:30 (hora local), programado para llegar en Roma a las 04:40 (hora local) se vio obligado a aterrizar en al aeropuerto de Ginebra. El Boeing 767-300 (ET-AMF) estaba volando hacia el norte sobre Sudán cuando cambió de radiofrecuencia a 7500, que se utiliza en caso de secuestro. Acercándose a Ginebra, los pilotos se comunicaron con la torre de control para preguntar sobre la posibilidad de que los secuestradores recibieron asilo en Suiza. El avión dio la vuelta al aeropuerto varias veces, antes de aterrizar alrededor de las 6:00 de la mañana con un motor ya con menos de 10 minutos de combustible restantes. El aeropuerto permaneció cerrado mientras el avión se quedó en la pista. A las 07:12, hora local, los pilotos comunican que estarían listos para desembarcar pasajeros en cinco minutos. Se descubrió que el copiloto del avión era el secuestrador y fue arrestado. Ningún pasajero resultó herido.[9]